# Irak

Region Iraku

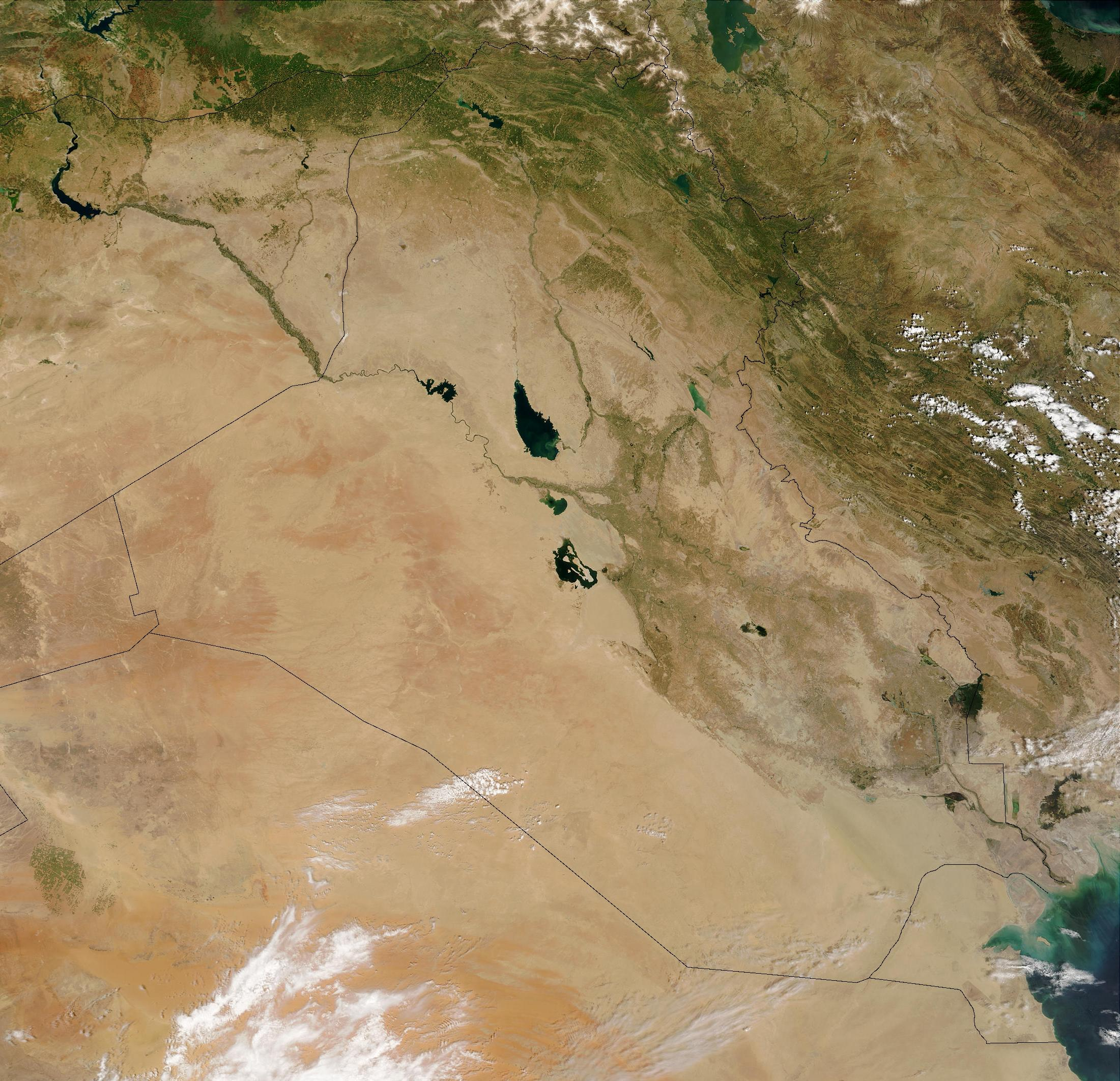
Zdjęcie satelitarne Iraku

Irak, Republika Iraku (arab. ‏العراق‎, trl. Al-'Irāq, trb. Al-Irak; ‏جمهورية العراق‎, trb. Dżumhurijjat al-Irak, kurd. ‏كۆماری عێراق‎, trl. Komarî 'Êraq, trb. Komari Erak; asyr. ‏ܩܘܛܢܝܘܬܐ ܕܥܝܪܐܩ‎) – państwo arabskie na Bliskim Wschodzie, leżące nad Zatoką Perską.

## Etymologia
Nazwa w języku arabskim ‏العراق‎ (al-ʿIrāq) poświadczona została już w VI wieku. Spośród kilkunastu etymologii, jedna odnosi się do starożytnego miasta Uruk w południowej Mezopotamii (sum. unug/unuki; akad. Uruk; bibl. Erech), inna zaś do arabskiego słowa ’araqa, „spocony, głęboko zakorzeniony, dobrze podlany” (dobrze nawodniony obszar mógł robić wrażenie na Arabach pochodzących z pustynnych terenów Półwyspu Arabskiego).
Arabski podróżnik Al-Masudi (zm. 956) twierdził, że nazwa pochodzi od arabskiego określenia „żurawia studziennego” i zwracał uwagę na wielkie rzeki przepływające przez Irak. We wczesnych wiekach islamu terminem „Al-Irakani” („dwa Iraki”) określano miasta Al-Basra i Al-Kufa. Zdaniem J. Głodka najbardziej uzasadnione jest wyprowadzenie nazwy kraju z języka akadyjskiego, w którym słowo irak oznacza „kraj nasłoneczniony, słońca”.

## Historia
Na terenach zajmowanych przez dzisiejszy Irak, około 3500 roku p.n.e. rozwinęła się starożytna cywilizacja Sumerów (Mezopotamia), później narodziły się tam cywilizacje babilońska i asyryjska, podbite w pierwszej połowie VI w. p.n.e. przez perską dynastię Achemenidów. Po podbojach Aleksandra Macedońskiego w latach 334–321 p.n.e. tereny te weszły w skład jego imperium, a następnie były najważniejszą prowincją imperium Seleucydów. Następnie władali tam Partowie i Sasanidzi. W VII wieku n.e. tereny te zostały opanowane przez Arabów i stanowiły centrum arabskiego kalifatu. Od XVI wieku panowali tam Turcy osmańscy, walcząc o te ziemie z Persją. W 1917 terytorium Iraku zostało zajęte przez wojska brytyjskie pod dowództwem gen. Stanleya Maude’a (cytat: Przychodzimy jako wyzwoliciele, nie zdobywcy). Od 1918 Irak stał się brytyjskim terytorium mandatowym Ligi Narodów. Antybrytyjskie powstanie stłumiono. Brytyjczycy osadzili na tronie emira Abd Allaha Fajsala.

### Irak kolonialny
W 1921 w Iraku proklamowano monarchię konstytucyjną, z dwuizbowym parlamentem, pod panowaniem Haszymidów a królem Iraku został obrany Abdullah, jednak funkcję tę objął jego brat Fajsal, który rządził pod brytyjskim protektoratem (w charakterze odszkodowania Abdullahowi powierzono władzę w Jordanii). Faktyczna władza w Iraku należała do urzędników brytyjskich.
Elity brytyjskiego Iraku składały się głównie z sunnitów. W 1930, z inicjatywy premiera Nuri as-Sa’ida, podpisano traktat brytyjsko-iracki regulujący wzajemnie relacje na okres dwudziestu lat. Na mocy traktatu iracki monarcha przejął kontrolę nad sprawami wewnętrznymi i obronnością kraju. Wielka Brytania zachowała w Iraku swoje bazy wojskowe i zastrzegła sobie prawo do korzystania z infrastruktury militarnej kraju na wypadek wybuchu wojny. Traktat został odrzucony przez irackie społeczeństwo jako niewystarczający. Wpływy brytyjskie umocniły się, gdy w 1931 rząd zgodził się na udzielenie brytyjskiej Iraq Petroleum Company wyłącznej koncesji na poszukiwania i eksploatację ropy w Iraku północno-wschodnim. Probrytyjska polityka rządu spowodowała niezadowolenie opozycji skupionej w Partii Bractwa Narodowego powodując stłumione przez rząd i Brytyjczyków zamieszki i strajki. Niezależnie od protestów Bractwa Narodowego trwały wystąpienia kurdyjskie, które również zostały stłumione z pomocą sił kolonialnych. Po upadku wystąpień coraz większe wpływy w opozycji uzyskiwała Iracka Partia Komunistyczna.

#### Królestwo Iraku
3 października 1932 proklamowano formalną niepodległość Królestwa Iraku, które wstąpiło też zaraz do Ligi Narodów. Mimo to Irak wciąż pozostawał zależny od Wielkiej Brytanii. W 1933 (zaledwie rok po ogłoszeniu niepodległości) zmarł król Fajsal a następcą został jego syn Ghazi I, który rządził tylko do 1939, kiedy to umarł, a nowym królem został jego syn Fajsal II, mający wówczas 4 lata. Dopóki nie uzyskał pełnoletniości, władzę regencką sprawował jego stryj Abd al-Ilah. W 1933 miejsce miał nieudany bunt Asyryjczyków, zakończony zmasakrowaniem tysięcy cywilnych mieszkańców. W 1935 premierem kraju został Jasin al-Haszimi będący zwolennikiem panarabizmu. Jego rządy związane były z dalszym ignorowaniem mniejszości etnicznych, represjami opozycji, zwiększeniem siły służb bezpieczeństwa i stłumieniem rebelii szyickiej z 1936 oraz powstania jezydów w Dżabal as-Sindżar. Rządy al-Haszimiego zakończył wojskowy zamach stanu z 1936. Przywódca puczu Bakr Sidki misję sformowania rządu przekazał Hikmatowi Sulajmanowi. Rządy Sulajmana charakteryzowały się odrzuceniem panarabizmu i chęcią modernizacji kraju. Liberalne obietnice gabinetu nie zostały jednak spełnione, a opozycja i związki zawodowe zostały poddane represjom. Krótkie rządy Sulajmana przerwała interwencja panarabskich wojskowych w 1937.
W ciągu kolejnych kilku lat największe wpływy w irackiej polityce mieli wojskowi, w szczególności tzw. złoty czworobok tworzony przez pułkowników o panarabskich i antybrytyjskich poglądach, z Salah ad-Dinem as-Sabbaghem na czele. Sytuacja na irackiej scenie politycznej skomplikowała się po śmierci króla Ghaziego w kwietniu 1939 i nominowaniu regenta (w imieniu małoletniego Fajsala II) Abd al-Ilaha, zwolennika ścisłej współpracy Iraku z Wielką Brytanią. Panarabskie i proniemieckie stronnictwo oficerów i popierających ich polityków, z których najważniejszym był Raszid Ali al-Kilani, rywalizowało ze zwolennikami orientacji probrytyjskiej (regent, Nuri as-Sa’id). Kulminacją konfliktu stronnictw był
zamach stanu zorganizowany przez złoty czworobok. Odpowiedzią Wielkiej Brytanii była zbrojna interwencja, w wyniku której Irak czasowo trafił pod okupację armii brytyjskiej, a w 1943 dołączył do koalicji aliantów. Po zakończeniu wojny Irak wziął udział w I wojnie izraelsko-arabskiej (po zakończeniu której z Iraku wyjechało około 130 tysięcy Żydów). W 1953 król Fajsal II uzyskał pełnoletniość, ale jego stryj-regent nadal starał się wpływać na politykę kraju.
W latach 1948–1958 miało miejsce mnóstwo demonstracji i niepokojów. W ostatnich latach istnienia monarchii irackiej rząd poszerzył w kraju brytyjskie i amerykańskie interesy gospodarcze, przyznając tamtejszym firmom koncesje na wydobycie ropy naftowej. W 1955 Irak podpisał Pakt Bagdadzki, a w 1958 połączył się z Jordanią, tworząc Federację Arabską.

#### Rewolucje w 1958 i 1963

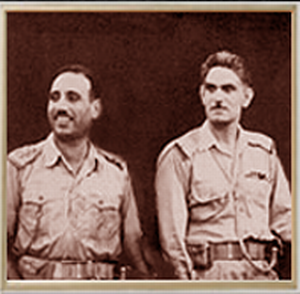
Abd as-Salam Arif i Abd al-Karim Kasim

W 1958 odbył się republikański przewrót wojskowy, w czasie którego na pałacowym podwórzu zastrzelono króla i księcia regenta. Nowy rząd rewolucyjny zniósł instytucje tzw. ancien régime (monarchię i parlament) oraz proklamował republikę i rozwiązał federację z Jordanią. Ustanowiono dyktaturę generała Abd al-Karim Kasima stojącego na czele puczu. Pucz doprowadził do izolacji politycznej Iraku w regionie, co skłoniło kraj do poszukiwaniu nowych sojuszników w bloku wschodnim. W porewolucyjnym rządzie doszło do rozłamu na skutek sporów w kursie polityki zagranicznej Iraku – Kasim opowiadał się za pełną niezależnością kraju, w wojsku istniała natomiast silna sympatyzująca z baasizmem frakcja zwolenników zjednoczenia świata arabskiego pod egidą Egiptu.
Kasima obalono w wyniku przewrotu w 1963. Buntownicy kierowali się panarabizmem oraz antykomunizmem (oskarżając Kasima o zbyt dobre relacje z lokalnym ruchem komunistycznym). Na czele puczu stanął jeden z puczystów z 1958, Abd as-Salam Arif. Za organizację puczu odpowiedzialne były panarabskie skrzydło wojska i partia Baas. Wojsko wkrótce pozbyło się z rządu radykalnych baasistów a rząd składał się głównie ze zwolenników naseryzmu. W okresie rządów wojskowych trwała walka z partyzantami kurdyjskimi. W 1966, po śmierci Abd as-Salama Arifa w wypadku, władzę objął jego brat, generał Abd ar-Rahman Arif, który, aby uspokoić partię Baas tekę premiera powierzył należącemu do niej gen. Tahirowi Jahji. W 1967 kraj przystąpił do wojny izraelsko-arabskiej.

#### Rządy Baas

##### W okresie al-Bakra
Rządy Jahji i Arifa nie spełniły jednak oczekiwań partii Baas. Baasiści zorganizowali w 1968 kolejny zamach stanu, w następstwie którego przejęli pełnię władzy. Faktycznym liderem państwa irackiego stał się Ahmad Hasan al-Bakr, który został prezydentem, premierem, dowódcą armii oraz przewodniczącym nowo utworzonej Rady Dowództwa Rewolucji. W skład rządu al-Bakra oprócz przedstawicieli partii Baas weszło 9 niezależnych nacjonalistów oraz trzech ministrów kurdyjskich a elita państwa została zdominowana przez świeckich sunnitów. Nowy rząd natychmiast przystąpił do walki z opozycją – represje dotknęły głównie komunistów i inne grupy lewicowe niesprzymierzone z baasizmem w wydaniu al-Bakra. Prześladowania, przy entuzjazmie Irakijczyków, dotknęły też nieliczną społeczność żydowską po wykryciu przez rząd rzekomego syjonistycznego spisku.
Do 1971 r. al-Bakr i jego kuzyn Saddam Husajn pozbyli się wewnątrzpartyjnej konkurencji co umożliwiło im przeprowadzenie serii wewnętrznych reform obejmujących między innymi reformę rolną i nacjonalizację złóż ropy naftowej i własności zachodnich firm paliwowych. Reformy utrzymane w lewicowym stylu i wprowadzenie Karty Narodowej definiującej system Iraku jako socjalistyczny nie doprowadziły jednak do większego przeobrażenia gospodarki irackiej, w której wciąż przeważał wolny rynek. Rząd dzięki zwiększonym przychodom z ropy zmechanizował rolnictwo, utworzył nowe zakłady pracy oraz rozbudował infrastrukturę doprowadzając do wzrostu poziomu życia obywateli.
W pierwszej fazie rządów al-Bakr doprowadził do pogorszenia i w konsekwencji zerwania stosunków dyplomatycznych z Wielką Brytanią i Stanami Zjednoczonymi. Coraz trudniejsze relacje łączyły przez to Irak z prozachodnimi rządami regionu oraz sąsiednią Syrią (mimo faktu, że rządził w niej inny odłam partii Baas). Skrajnie negatywne relacje pozostawały natomiast na linii Irak-Izrael, które pozostawały szczególnie wrogie po tym gdy w 1973 w trakcie wojny Jom Kipur Irak wysłał jednostki pancerne walczące z izraelską armią, a w 1978 al-Bakr potępił egipsko-izraelskie rozmowy pokojowe. Coraz lepsze były natomiast relacje iracko-radzieckie. Układy z ZSRR spowodowały pogorszenie relacji z USA, które zdecydowały się m.in. finansować w latach 1973–1975 kurdyjskich rebeliantów walczących z rządem. Pod wpływem al-Bakra, Irak z czasem oddalił się od ZSRR i rozpoczął proces poprawy stosunków z USA. Po niemalże całkowitym zdystansowaniu się od ZSRR (dzięki szybkiemu wzbogaceniu się Irak nie potrzebował już radzieckiej pomocy gospodarczej) kraj prowadził niezależną politykę opierając się głównie na współpracy z Arabią Saudyjską i Kuwejtem, nie rezygnując przy tym z agresywnej retoryki antyizraelskiej.
Najpoważniejszym problemem wewnętrznym Iraku pod rządami al-Bakra w latach 1973–1974 pozostawała kwestia kurdyjska, którym przewodził Mustafa Barzani. Walki trwały one do 1975, gdy Iran wycofał się z udzielania Kurdom pomocy na mocy porozumienia w Algierze. Iran w zamian za zrzeczenie się przez Irak prawa do części szlaku wodnego w Szatt al Arab wycofał swoje wsparcie dla Kurdów.

#### W okresie Saddama Husajna
W 1979 r. prezydentem został Saddam Husajn. Przeprowadził on czystkę w szeregach Rady Dowództwa Rewolucji, przeprowadził pogrom komunistów (co doprowadziło do utworzenia komunistycznej partyzantki Al-Ansar) oraz znacząco poprawił relacje Iraku ze światem zachodnim. Rok po przejęciu władzy przez Saddama Husajna odbyły się pierwsze powszechne wybory, w których kobiety zyskały prawo głosu. W tym samym czasie doszło do znacznego pogorszenia się relacji z Iranem ogarniętym rewolucją islamską.
Iran, chcąc rozszerzyć rewolucję islamską, rozpoczął zaopatrywanie w broń radykalnych organizacji szyickich, takich jak Zew Islamu. Przez kraj przetoczyła się fala rebelii szyickich i fali zamachów terrorystycznych. W 1980 Saddam Husajn przypuścił atak zbrojny na Iran. Podejmując tę decyzję, zamierzał na trwałe rozwiązać na korzyść Iraku długotrwały spór graniczny oraz zawładnąć bogatymi złożami ropy w rejonie Szatt al-Arab, przyłączyć do Iraku Chuzestan, czyniąc tym samym swój kraj nie tylko potęgą regionalną, ale i państwem przewodzącym całemu światu arabskiemu. Zamierzał również położyć kres rewolucji islamskiej i ingerencji Iranu w sprawy wewnętrzne Iraku. Saddam Husajn spodziewał się błyskawicznego zwycięstwa, jednak zamiast tego wojna przeciągnęła się do 1988 i zakończyła brakiem rozstrzygnięcia, przynosząc Irakowi wiele strat i długów.
W trakcie wojny z Iranem Irak korzystał z pomocy Arabii Saudyjskiej, Kuwejtu i Zjednoczonych Emiratów Arabskich, co oznaczało częściowe wyrzeczenie się dotychczasowego laicyzmu państwa. Również w 1988 wojsko irackie przeprowadziło przeciwko Kurdom operację Al-Anfal, której ofiarą padło, według różnych źródeł, od 50 tys. do 200 tys. osób.
Próbę zdobycia nowych terenów roponośnych Irak ponowił w sierpniu 1990, kiedy to przypuścił agresję na Kuwejt i początkowo utworzył zależną Republikę Kuwejtu, a następnie włączył państwo do Iraku jako prowincję. Choć większość rodaków i przedstawicieli innych Arabów uznała atak za sukces rządu, to interwencja nie spodobała się rządom europejskim, a także niektórym rządom arabskim. Na podstawie decyzji ONZ wojska z USA, Wielkiej Brytanii i innych państw wyparły latem 1991 siły irackie z Kuwejtu. W odwecie za atak w trakcie wojny rząd Iraku zbombardował kilka miast izraelskich. Na Irak nałożono surowe gospodarcze embargo, a kraj znalazł się w dyplomatycznej i ekonomicznej izolacji. Husajn czując, że zagrożone były jego rządy, na nowo wdrożył kampanię terroru i inwigilacji społeczeństwa. Stłumił także powstania szyitów i Kurdów, które wybuchły wiosną 1991, nie zatrzymał jednak ogłoszenia w 1992 utworzenia na terenie irackiego Kurdystanu autonomicznego tworu państwowego.
Wraz z międzynarodową blokadą Irak zaczął coraz bardziej popadać w kryzys. W 1993 i 1996 lotnictwo amerykańskie zbombardowało irackie wyrzutnie rakietowe na północy kraju, tereny na południu i okolice Bagdadu z powodu nierespektowania przez Irak ustaleń ONZ dotyczących zakazu prowadzenia badań jądrowych i kontroli zbrojeń. Co prawda w 1996 ONZ zezwoliła na eksport ograniczonej ilości ropy naftowej (program „ropa za żywność”) jednak już w 1997 i 1998 Irak uniemożliwił pracę zespołom komisji ONZ ds. rozbrojenia. U progu XXI wiek doszło do liberalizacji systemu politycznego, przeprowadzono reformy konstytucji oraz wprowadzono amnestię dla więźniów.

### XXI wiek (wojna w Iraku)
W 2003 r., po długich dyskusjach i pod pretekstem naruszenia przez Irak rezolucji Rady Bezpieczeństwa nr 687 i późniejszych umów ONZ w sprawie zawieszenia broni w 1991 r., kraj ten zaatakowała kierowana przez USA koalicja niemająca mandatu ONZ, której celem było obalenie Saddama Husajna. Głównym argumentem koalicji usprawiedliwiającym atak było twierdzenie, że Irak posiada broń chemiczną i biologiczną, a także wspiera terroryzm. 13 lipca 2003 amerykański cywilny administrator Iraku Paul Bremer utworzył Iracką Radę Zarządzającą, do której weszli przedstawiciele najważniejszych żyjących w kraju grup wyznaniowych i etnicznych. Skład Rady nie został wyłoniony w wyborach, lecz ustalony po konsultacjach między Amerykanami i wybranymi formacjami opozycyjnymi. W marcu 2004 Tymczasowa Rada Zarządzająca przyjęła tymczasową konstytucję, a w czerwcu 2004 władza w kraju została teoretycznie przekazana Irakijczykom. Rada została rozwiązana, ale wojska koalicji pozostały w Iraku bezterminowo. W Iraku najważniejszą siłą polityczną stali się szyici, wśród których ukształtowały się dwie frakcje: umiarkowaną pod przywództwem ajatollaha Ali as-Sistaniego, który z entuzjazmem przyjął amerykańską interwencję i określa się jako demokratę, oraz skrajnie antyamerykańska Muktady as-Sadra.
Po obaleniu rządu Saddama Husajna w kraju wybuchła antyamerykańska wojna partyzancka. Główną osią oporu były tereny sunnickie. Na czele powstania stali głównie byli baasiści, którzy za swój cel uznali obronę islamu w wydaniu sunnickim. Do powstania przyłączyły się antyamerykańskie formacje szyickie (Armia Mahdiego) sympatyzujące z as-Sadrem. Wkrótce wojna przeciwko Amerykanom przerodziła się w walki pomiędzy grupami sunnickimi i szyickimi, w łonie których także dochodziło do animozji.
W styczniu 2005 odbyły się wybory parlamentarne zbojkotowane przez większość sunnitów. Wybory wygrał popierany przez as-Sistaniego szyicki Zjednoczony Sojusz Iracki, który zdobył 48% głosów. W kolejnych miesiącach Irak został przekształcony w republikę federacyjną. W nowym państwie sunnici zostali zmarginalizowani politycznie na skutek debasyfikacji oraz padli ofiarą represji ze strony szyitów. Wybory parlamentarne w Iraku w 2010 potwierdziły dominację szyitów, po raz kolejny doszło w nich do wykluczenia ze startu wielu działaczy sunnickich.
Po wycofaniu się amerykańskich sił okupacyjnych w grudniu 2011 sytuacja w kraju była daleka od stabilnej, a głównym problemem były spory na tle religijnym, które targały krajem. Konflikt religijny był obecny także na najwyższych szczeblach władz. Dzień po wycofaniu się ostatniego amerykańskiego żołnierza z Iraku, 19 grudnia 2011, szyickie władze wydały nakaz aresztowania sunnickiego wiceprezydenta Iraku Tarika al-Haszimiego pod zarzutem planowanych zamachów bombowych na rząd Nuri al-Malikiego. Konflikt religijny w Iraku napędzany był ponadto przez wojnę domową w Syrii, gdzie przeciwko rządzącym alawitom walczyli sunnici, w tym radykalne grupy dżihadystyczne z ugrupowaniem Islamskie Państwo w Iraku i Lewancie na czele. Dżihadyści z Islamskiego Państwa w Iraku i Lewancie wykorzystali walki sunnickich plemion przeciwko rządowi w 2013 do ataku na tereny irackie. Oddziały dżihadystów opanowały szerokie obszary kraju, a po ataku na Mosul, premier Iraku próbował nieudolnie ogłosić stan wyjątkowy. W wyniku ofensywy Islamskiego Państwa w Iraku i Lewancie Irak de facto rozpadł się na trzy części kontrolowane przez sunnickich dżihadystów, Kurdów i szyickie władze centralne. Sukcesy dżihadystów w Iraku doprowadziły do interwencji w kraju międzynarodowej koalicji przeciwników Państwa Islamskiego.

## Geografia
Terytorium Iraku dzieli się na cztery główne strefy geograficzno-klimatyczne. Środkową i południową część kraju zajmuje płaska i rozległa Nizina Mezopotamska. Jest to najżyźniejszy i najbardziej zaludniony obszar Iraku. Na północnym zachodzie przechodzi ona w półpustynną i płaską wyżynę Al-Dżazira, urozmaiconą pasmami wzniesień. Na zachodzie i południowym zachodzie od Niziny Mezopotamskiej rozciąga się wyżynny i pustynny obszar, który łączy się na zachodzie z Pustynią Syryjską, a na południowym zachodzie z pustynią Wielki Nefud. Północną i północno-wschodnią część Iraku stanowi górzysta kraina (Kurdystan) z najwyższym w kraju szczytem Cheekha Dar (3611 m) w paśmie Zagros.
Terytorium kraju przecinają dwie wielkie rzeki zachodniej Azji: Eufrat i Tygrys, które na południu łączą się w rzekę Szatt al-Arab i uchodzą do Zatoki Perskiej. Obie rzeki mogą być przyczyną znacznych powodzi, zwłaszcza od marca do maja, kiedy poziom wód przekracza nawet czterdziestokrotnie najniższe wartości z września-października. Na obszarach pustynnych występują liczne zbiorniki wodne. Na południu od Niziny Mezopotamskiej występują płytkie jeziora i rozlewiska oraz liczne bagna. W miejscu, gdzie Eufrat łączy się z Tygrysem, do lat 90. istniało ok. 20 tys. km² jezior, stawów, trzcinowisk i bagien, z których w wyniku celowego osuszania zniknęło około 95%.

## Podział administracyjny
Irak dzieli się na 18 prowincji nazywanych muhafazami (w nawiasach podano stolice prowincji):
| 1. Bagdad (Bagdad) 2. Salah Ad-Din (Tikrit) 3. Dijala (Bakuba) 4. Wasit (Al-Kut) 5. Majsan (Al-Amara) 6. Basra (Basra) 7. Zi Kar (An-Nasirijja) 8. Al-Musanna (As-Samawa) 9. Al-Kadisijja (Ad-Diwanijja) | 1. Babilon (Al-Hilla) 2. Karbala (Karbala) 3. An-Nadżaf (An-Nadżaf) 4. Al-Anbar (Ar-Ramadi) 5. Niniwa (Mosul) 6. Dahuk (Dahuk) 7. Irbil (Irbil) 8. Kirkuk (Kirkuk) 9. As-Sulajmanijja (As-Sulajmanijja) |  |

Trzy północno-wschodnie prowincje: As-Sulajmanijja, Dahuk i Irbil, tworzą autonomiczny Region Kurdystanu.

## Demografia

### Podział etniczny
- Arabowie – ok. 75–80%
  - w tym: Madanowie („Arabowie błotni”) – ok. 350–500 tys.
- Kurdowie – ok. 15–20%
- Pozostałe grupy etniczne – ok. 5–6%
  - Asyryjczycy – ok. 3% (Mosul, Dahuk, równina Niniwy)
  - Ormianie – ok. 0,6% (Bagdad i inne większe miasta Iraku)
  - Persowie – ok. 1% (tereny przygranicza iracko-irańskiego, święte miasta szyickie Karbala, Nadżaf)
  - Turkmeni Iraccy – ok. 1,5% (okolice Kifri, Kirkuku, Altun Kubri)

### Statystyki demograficzne
| lipiec 2016              | lipiec 2016                                   |
| ------------------------ | --------------------------------------------- |
| Liczba ludności          | 38 146 025                                    |
| Współczynnik urbanizacji | 69,5% (2015)                                  |
| Ludność według wieku     |                                               |
| 0 – 14 lat               | 39,88% (mężczyzn 7 766 832; kobiet 7 445 633) |
| 15 – 24 lat              | 19,07% (mężczyzn 3 703 302; kobiet 3 572 702) |
| 25 – 54 lat              | 33,7% (mężczyzn 6 499 345; kobiet 6 354 506)  |
| 55 – 64 lat              | 3,96% (mężczyzn 720 976; kobiet 720 976)      |
| ponad 64 lata            | 3,39% (mężczyzn 574 521; kobiet 717 907)      |
| Średni wiek              |                                               |
| W całej populacji        | 19,9 lat                                      |
| Mężczyzn                 | 19,6 lat                                      |
| Kobiet                   | 20,2 lat                                      |
| Przyrost naturalny       | 2,87%                                         |
| Współczynnik urodzeń     | 30,9 urodzeń/1000 mieszkańców                 |
| Współczynnik zgonów      | 3,8 zgonów/1000 mieszkańców                   |
| Współczynnik migracji    | 1,5 migrantów/1000 mieszkańców                |
| Umieralność niemowląt    |                                               |
| W całej populacji        | 37,5 śmiertelnych/1000 żywych                 |
| płci męskiej             | 40,6 śmiertelnych/1000 żywych                 |
| płci żeńskiej            | 34,2 śmiertelnych/1000 żywych                 |
| Oczekiwana długość życia |                                               |
| W całej populacji        | 74,9 lat                                      |
| Mężczyzn                 | 72,6 lat                                      |
| Kobiet                   | 77,2 lat                                      |
| Rozrodczość              | 4,06 urodzeń/kobietę                          |

### Wzrost liczby ludności
Dane Banku Światowego
| Ludność (tys.) | Rok  |
| -------------- | ---- |
| 7290           | 1960 |
| 9918           | 1970 |
| 13 653         | 1980 |
| 17 478         | 1990 |
| 23 575         | 2000 |
| 27 018         | 2005 |
| 30 868         | 2010 |
| 36 423         | 2015 |

### Podział religijny
Struktura religijna kraju w 2014 roku:
- muzułmanie – 95,5%
  - szyici 61,5%
    - szyici arabscy 55%
    - szyici kurdyjscy 5%
    - szyici turkmeńscy 1,5%

  - sunnici 33,5%
    - sunnici arabscy 18,5%
    - sunnici kurdyjscy 14,5%
    - sunnici turkmeńscy 0,5%

  - sabejczycy 0,5%
- chrześcijanie 3,5% (głównie Asyryjczycy, a także mniejszość wśród Arabów i Turkmenów Irackich)[77] (katolicy obrządków: chaldejskiego, łacińskiego, syryjskiego, melchickiego i ormiańskiego) oraz inne mniejsze ugrupowania chrześcijańskie
- gnostycy 2%

Zobacz też: Świadkowie Jehowy w Iraku

## Gospodarka

### Bogactwa naturalne
Największym bogactwem naturalnym Iraku są bogate złoża ropy naftowej i gazu ziemnego. Pod koniec lat 80. XX wieku roczne wydobycie plasowało Irak na drugim miejscu wśród bliskowschodnich producentów ropy naftowej. Dzięki dochodom uzyskiwanym z jej sprzedaży w XX wieku kraj systematycznie unowocześniał się, rozwijając swą infrastrukturę i tworząc nowe gałęzie przemysłu. Poza ropą naftową i gazem ziemnym Irak posiada bogate złoża siarki (Miszrak), fosforytów (Akaszot) i metali kolorowych.

### Rolnictwo
W rolnictwie jest zatrudnionych 13% ludności zawodowo czynnej, która dostarcza taką samą część produktu krajowego brutto. Ponieważ kraj nie jest samowystarczalny pod względem żywnościowym, produkty rolne są głównym towarem sprowadzanym z zagranicy. Do głównych roślin uprawnych należą daktyle, bawełna, ryż, pszenica, jęczmień, proso. W okolicach wielkich miast rozwijają się warzywnictwo i uprawa owoców. Irak należy, obok Egiptu, do głównych światowych producentów daktyli. Największe plantacje palm daktylowych znajdują się w delcie Tygrysu i Eufratu.

## Infrastruktura i transport

### Transport kolejowy

#### Historia
Budowie kolei w Iraku, w początkach XX wieku, towarzyszyły zabiegi dyplomatyczne i sieć intryg co najmniej kilku państw, przede wszystkim Wielkiej Brytanii, Turcji, Rosji, Niemiec i Austrii. Rodziło to znaczące napięcia międzynarodowe. Ostatecznie pierwszą linię Karbala–Bagdad–Irbil otwarto w 1912. Miała ona rozstaw szyn 1000 mm. Linia ta przetrwała do 1988, kiedy to została zamknięta. Najważniejszą linię kraju stanowi obecnie normalnotorowy trakt, zbudowany w latach 1939–1940 prowadzący od styku granicy Syrii i Turcji w Yurubiyah do Bagdadu. Przedłużenie do Basry oddano do użytku w 1964. W 1968 przedłużono ją do portu w Umm Kasr nad Zatoką Perską. W latach 80. XX w. zbudowano linię z Bagdadu do granicy syryjskiej w Al-Ka’im, przede wszystkim z zamysłem transportowania fosforatów. Normalnotorowe połączenie do Kirkuku otwarto natomiast w 1982. Sześć lat po tym wydarzeniu zaczęto zamykać wspomnianą na wstępie pierwszą linię wąskotorową. Mimo niewielkiego natężenia ruchu na wszystkich liniach, w 1983 rozpoczęto budowę towarowo-pasażerskiej obwodnicy Bagdadu. Kolejowe przejście graniczne w Basrze (z Iranem) nie jest użytkowane. Po 1991 (wojna) plany budowy połączeń z Kuwejtem i Arabią Saudyjską zostały zarzucone i nie wiadomo, czy zostaną kiedykolwiek zrealizowane. Główna linia z Umm Kasr do Bagdadu uległa w latach 1999–2003 znaczącej degradacji. Dodatkowych zniszczeń przysporzyły ataki amerykańskie, które obróciły w ruinę pozostałą część ocalałych urządzeń zabezpieczenia ruchu. W 2003 otwarto ponownie połączenie z Umm Kasr w kierunku stolicy (część do Basry) przy pomocy anglo-amerykańskich batalionów kolejowo-inżynieryjnych.

### Tabor
Koleje irackie, w najlepszym swoim okresie, eksploatowały 380 lokomotyw spalinowych (trakcji elektrycznej nie było w Iraku), z czego, w wyniku sankcji ekonomicznych po I wojnie w Zatoce pozostało w ruchu tylko 20 (1991). Dostawy 200 chińskich lokomotyw w 2002 częściowo poprawiły sytuację. Park pasażerski składał się z 430 wagonów, a towarowy z 12 400 jednostek, przeważnie w złym stanie technicznym.

## Siły zbrojne
Irak dysponuje trzema rodzajami sił zbrojnych: wojskami lądowymi, marynarką wojenną oraz siłami powietrznymi. Uzbrojenie sił lądowych Iraku składało się w 2014 z: 357 czołgów, 4,1 tys. opancerzonych pojazdów bojowych, 49 dział samobieżnych, 242 zestawów artylerii holowanej oraz 36 wieloprowadnicowych wyrzutni rakietowych. W 2014 marynarka wojenna Iraku dysponowała 57 okrętami obrony przybrzeża. Irackie siły powietrzne z kolei posiadały w 2014 uzbrojenie w postaci m.in. 127 samolotów transportowych, 52 samolotów szkolno-bojowych, 137 śmigłowców oraz 4 śmigłowców szturmowych. Wojska irackie w 2014 liczyły 271,5 tys. żołnierzy zawodowych oraz 528,5 tys. rezerwistów. Według rankingu Global Firepower (2014) irackie siły zbrojne stanowią 68. siłę militarną na świecie, z rocznym budżetem na cele obronne w wysokości 6,1 mld dolarów (USD).